# Standard 2000
Der Standard 2000 ist ein Pkw, den der ehemalige indische Automobilhersteller Standard von 1985 bis 1989 in Chennai (Madras) baute. Das Auto basiert auf der britischen Schräghecklimousine Rover SD1, hat aber eine eigenständige Antriebstechnik. Er gilt als das erste Luxusfahrzeug aus indischer Produktion.

## Entstehungsgeschichte
Die Standard Motor Products of India (Standard) war ein 1948 gegründeter Ableger des britischen Automobilherstellers Standard Motor Company, der 1960 – zusammen mit der Schwestermarke Triumph – vom Lkw-Hersteller Leyland übernommen wurde und 1968 nach mehreren Fusionen im Konzern British Leyland Motor Corporation aufging. Anders als das britische Mutterunternehmen war Standard Motor Products of India von diesem Prozess nicht betroffen; es behielt seine Eigenständigkeit.
Nachdem das indische Werk zunächst einige Standard-Modelle nach britischer Vorlage produziert hatte, wurde 1961 der Standard Herald eingeführt, der vom Erfolgsmodell Triumph Herald abgeleitet war. 1970 wurde er zum Gazel weiterentwickelt, der bis 1977 im Programm blieb. Danach endete zunächst die Pkw-Produktion des indischen Standard-Werks; in den folgenden Jahren lag der Schwerpunkt auf dem Bau von Nutzfahrzeugen wie dem Standard 20.
Zu dieser Zeit entstanden in Indien neben einigen Kleinstwagen wie dem Sunrise Badal nur die Mittelklassemodelle Hindustan Ambassador und Premier Padmini, die jeweils auf älteren europäischen Konstruktionen basierten. In den frühen 1980er-Jahren sah die indische Regierung den Bedarf an einem im Land produzierten Pkw der oberen Mittelklasse. Als potentielle Käufer wurden Ministerien und das obere Management indischer Unternehmen definiert. Standard of India erzielte daraufhin im März 1984 eine Einigung mit dem britischen BLMC-Konzern, dessen Limousine Rover SD1 in Lizenz zu fertigen. Der technisch komplexe Rover SD1 war 1976 auf die europäischen Märkte gekommen und stand 1985 unmittelbar vor seiner Ablösung durch den moderneren Rover 800, der im Grunde eine Honda-Konstruktion war.
Die indische Variante des Rover SD1 wurde 1985 unter der Modellbezeichnung Standard 2000 vorgestellt. Das hochwertig ausgestattete Auto galt (abgesehen vom Unikat Aravid Palace Special) als das erste in Serie gefertigte Luxusfahrzeug aus indischer Produktion. Die Produktion des Standard 2000 blieb weit hinter den Erwartungen zurück. Sie endete nach staatlicher Intervention.
2006 kaufte ein britischer Ersatzteillieferant sämtliche verbliebenen Einzelteile aus Standards Lagern auf und überführte sie nach Großbritannien.

## Modellbeschreibung

### Karosserie

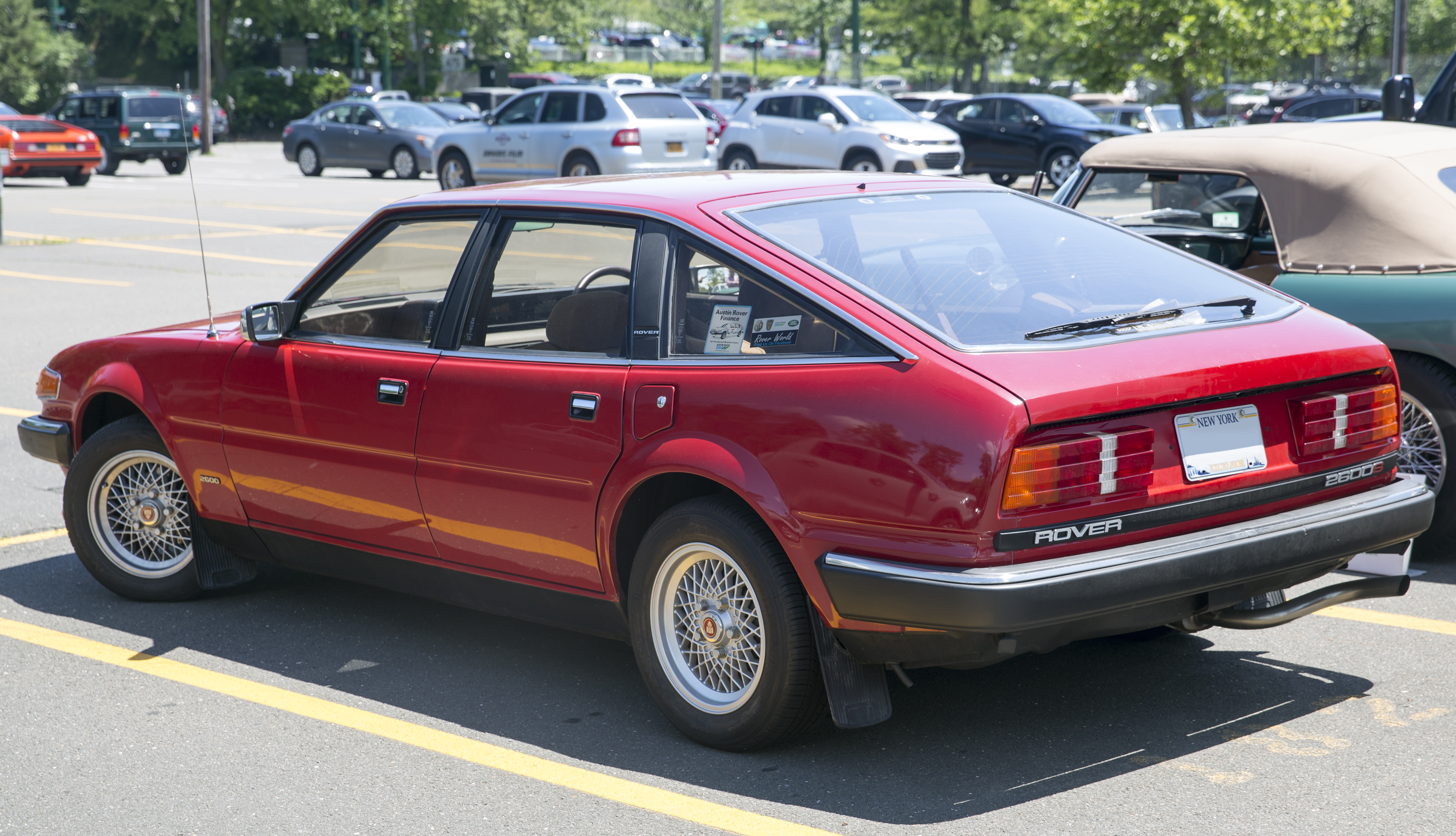
Unveränderte Fließheckkarosserie von Rover (hier: 2600)

Der Standard 2000 übernahm die von David Bache entworfene Karosserie des Rover SD1 nahezu ohne Veränderungen. Die selbsttragende Karosserie ist als viertürige Schräghecklimousine mit großer, oben angeschlagener Heckklappe gestaltet.

### Fahrwerk
Das Fahrwerk des Rover SD1 mit vorderer Einzelradaufhängung und hinterer Starrachse wurde für den Standard 2000 unverändert übernommen. Die Starrachse stützt sich über ein Schubrohr am Wagenkörper ab und wird an einem Längslenker je Seite längs sowie einem Watt-Gestänge quer zur Fahrtrichtung geführt (sog. Zentralgelenkachse). Das Fahrwerk des Standard ist allerdings geringfügig höher gelegt als das des Rover. Die Standard-Konstrukteure reagierten damit auf die schwankende Qualität indischer Straßen.

### Motorisierung und Kraftübertragung
Aus Kostengründen übernahm Standard die Motorisierung und die Kraftübertragung des Rover nicht. Stattdessen wurden eigene Komponenten eingesetzt.
Der im Standard 2000 verwendete 2,1 Liter (2061 cm³) große Reihenvierzylinder-Ottomotor ist – im Gegensatz zum modernen Vierzylinder der BLMC-O-Serie, der ab 1982 im britischen Rover 2000 zum Einsatz kam – ein Ableger eines alten Triebwerks der britischen Standard Motor Company. Dieser Block war 1947 im Standard Vanguard I erschienen und wurde in Indien bis 1980 in das Nutzfahrzeug Standard 20 eingebaut. Für die Verwendung im 2000 überarbeitete Standard den Zylinderkopf dieser alten Konstruktion. Der Motor hat nasse Zylinderlaufbuchsen und eine OHV-Ventilsteuerung. Seine Leistung wird mit 61 kW (83 PS) angegeben. Er war damit der stärkste bis dahin in Indien produzierte Pkw, galt aber ungeachtet dessen als zu schwach, um den schweren Standard 2000 angemessen zu motorisieren.
Anstelle des britischen LT77-Getriebes aus dem Rover SD hatte das indische Auto ein von Standard selbst konstruiertes handgeschaltetes Vierganggetriebe. Es war laut und unpräzise und gilt als ein zentraler Schwachpunkt des Standard 2000. Anders als der Rover SD1 konnte der Standard 2000 nicht mit Automatikgetriebe geliefert werden.

### Fahrleistungen
Angesichts des mit 1335 kg vergleichsweise hohen Gewichts und der geringen Motorleistung hat der Standard 2000 schwache Fahrleistungen. Seine Höchstgeschwindigkeit wurde werksseitig mit 90 mph (145 km/h) angegeben.

## Preise und Produktion
Der Standard 2000 war bei seiner Markteinführung das teuerste Auto aus indischer Produktion. Sein Kaufpreis lag 1985 bei 212.000 Rupien. Das entsprach nach damaligem Kurs einem Preis von 12.000 £.
Die Produktion des Standard 2000 begann 1985. Nachdem Standard in diesem Jahr die ersten elf Fahrzeuge aus importierten Einzelteilen zusammengebaut hatte, übernahm das Unternehmen 1986 sämtliche Fertigungsanlagen von Rover und baute daraufhin alle Einzelteile selbst.
Das Standard-Werk in Madras war auf eine Jahresproduktion von 4000 Fahrzeugen ausgerichtet. Dieses Volumen wurde nie erreicht. Von 1985 bis zur endgültigen Produktionseinstellung 1989 entstanden insgesamt nur 3232 Autos.
| Produktionszahlen | Produktionszahlen | Produktionszahlen | Produktionszahlen | Produktionszahlen | Produktionszahlen |
| ----------------- | ----------------- | ----------------- | ----------------- | ----------------- | ----------------- |
| Modelljahr        | 1985              | 1986              | 1987              | 1988              | 1989              |
| Stückzahlen       | 11                | 2221              | 995               | –                 | 5                 |

## Eklat um Benzinverbrauch und Werksschließung
Der hohe Benzinverbrauch war ein Kernproblem des Standard 2000. Das Werk bezifferte den Verbrauch mit 13 bis 12 km/Liter (7,7 bis 8,3 Liter/100 km). Diese Werte verfehlte der Standard 2000 in der Realität weit. Tatsächlich war sein Verbrauch mit 6 bis 5 km/Liter (16,7 bis 20 Liter/100 km) ungefähr doppelt so hoch wie es die Werksangabe suggerierte.
Die falschen Werksangaben zum Benzinverbrauch lösten eine behördliche Untersuchung aus. Indien hatte zu Beginn der 1980er-Jahre gesetzliche Verbrauchsobergrenzen eingeführt, die der Standard 2000 nachweislich nicht einhielt. Die Behörden schlossen daraufhin 1987 das Standard-Werk in Madras, woraufhin die Produktion des Standard 2000 endete. Nach einer 18-monatigen Unterbrechung stellte Standard 1989 noch einmal fünf Autos – möglicherweise mit veränderten Motoren – her.